# 나는 여기에 있다
《나는 여기에 있다》는 2023년에 개봉한 대한민국의 영화이다.

## 캐스팅

### 주연
- 조한선 : 김선두 역
- 정진운 : 김규종 역

### 조연
- 정태우 : 김영조 역
- 노수산나 : 신아승 역
- 박순천 : 한영해
- 정인기 : 김웅식 역

### 그 외 출연
- 이지원 : 예리 역
- 조한준 : 강철웅 역
- 송진영 : 천호진 역
- 손동제 : 김진만 역
- 남형근 : 이태규 역
- 김태훈 : 마 형사 역
- 손태양 : 오 형사 역
- 민준현 : 치안센터 경찰 역
- 이강민 : 뉴스기자 역
- 문서연 : 성심병원 의사 역
- 김이정 : 성심병원 간호사 역
- 은미 : 청구병원 수간호사 역
- 송규일 : 중국집 사장 역
- 손영호 : 함바집 사장 역
- 김동완 : 함바집 동업자 역
- 고인범 : 택시기사 역 (특별출연)